# Теорія плит Кірхгофа — Лява

Деформація тонкої пластини, яка показує переміщення серединної поверхні (червона) і нормалі до цієї серединної поверхні (синя)

Теорія пластин Кірхгофа-Лава являє собою двовимірну математичну модель, яка використовується для визначення напружень і деформацій в тонких пластинах, на які діють сили і моменти. Ця теорія, яка є продовженням Теорії балки Ейлера-Бернуллі  була розроблена в 1888 році Лавом з використанням припущень, запропонованих Кірхгофом. Ця теорія припускає, що проміжна поверхню пластини може використовуватися для представлення тривимірної пластини в двовимірному вигляді.
Кінематичні припущення, прийняті в цій теорії:
- прямі лінії, перпендикулярні до серединної поверхні залишаються прямими після деформації
- прямі лінії, перпендикулярні до серединної поверхні, залишаються перпендикулярними до серединної поверхні після деформації
- товщина пластини не змінюється в процесі деформування.

## Допустимі поля зміщень
Нехай радіус-вектор точки в недеформованій пластині — {\displaystyle \mathbf {x} }. Тоді
{\displaystyle \mathbf {x} =x_{1}{\boldsymbol {e}}_{1}+x_{2}{\boldsymbol {e}}_{2}+x_{3}{\boldsymbol {e}}_{3}\equiv x_{i}{\boldsymbol {e}}_{i}\,.}
Вектори {\displaystyle {\boldsymbol {e}}_{i}} формують прямокутну систему координат з початком координат на середині поверхні пластини, {\displaystyle x_{1}} і {\displaystyle x_{2}} — Декартові координати на серединній поверхні недеформованої пластини, і {\displaystyle x_{3}} — координата в напрямку товщини.
Нехай зміщення точки на пластині — {\displaystyle \mathbf {u} (\mathbf {x} )}. Тоді
{\displaystyle \mathbf {u} =u_{1}{\boldsymbol {e}}_{1}+u_{2}{\boldsymbol {e}}_{2}+u_{3}{\boldsymbol {e}}_{3}\equiv u_{i}{\boldsymbol {e}}_{i}}
Це переміщення можна розкласти на вектор сум серединно-поверхневих зміщень {\displaystyle u_{\alpha }^{0}} і зміщень {\displaystyle w^{0}} поза площиною в напрямку {\displaystyle x_{3}}.
{\displaystyle \mathbf {u} ^{0}=u_{1}^{0}{\boldsymbol {e}}_{1}+u_{2}^{0}{\boldsymbol {e}}_{2}\equiv u_{\alpha }^{0}{\boldsymbol {e}}_{\alpha }}
Зазначимо, що індекс {\displaystyle \alpha } приймає значення 1 і 2, але не 3.
Тоді з гіпотези Кірхгофа випливає, що
{\displaystyle {\begin{aligned}u_{\alpha }(\mathbf {x} )&=u_{\alpha }^{0}(x_{1},x_{2})-x_{3}~{\frac {\partial w^{0}}{\partial x_{\alpha }}}\equiv u_{\alpha }^{0}-x_{3}~w_{,\alpha }^{0}~;~~\alpha =1,2\\u_{3}(\mathbf {x} )&=w^{0}(x_{1},x_{2})\end{aligned}}}
Якщо {\displaystyle \varphi _{\alpha }} є кутами повороту нормалі до серединної поверхні, тоді в теорії Кігхгофа-Лява
{\displaystyle \varphi _{\alpha }=w_{,\alpha }^{0}}
Зазначимо, що ми можемо представити вираз для {\displaystyle u_{\alpha }} як розклад у ряд Тейлора першого порядку переміщення серединної поверхні.
|  |

## Квазістатична пластина Кірхгофа-Лява
Оригінальна теорія, розроблена Лявом, була дійсна для нескінченно малих деформацій і поворотів. Теорія була розширена  Карманом, коли незначні повороти допустимі.

### Співвідношення між деформаціями і переміщеннями
Для випадку, коли напруження в пластині нескінченно мале і повороти нормалі до поверхні становлять менше 10° відношення відносного видовження становлять [прояснити]
{\displaystyle {\begin{aligned}\varepsilon _{\alpha \beta }&={\frac {1}{2}}\left({\frac {\partial u_{\alpha }}{\partial x_{\beta }}}+{\frac {\partial u_{\beta }}{\partial x_{\alpha }}}\right)\equiv {\frac {1}{2}}(u_{\alpha ,\beta }+u_{\beta ,\alpha })\\\varepsilon _{\alpha 3}&={\frac {1}{2}}\left({\frac {\partial u_{\alpha }}{\partial x_{3}}}+{\frac {\partial u_{3}}{\partial x_{\alpha }}}\right)\equiv {\frac {1}{2}}(u_{\alpha ,3}+u_{3,\alpha })\\\varepsilon _{33}&={\frac {\partial u_{3}}{\partial x_{3}}}\equiv u_{3,3}\end{aligned}}}
З допомогою кінематичних припущень отримуємо
{\displaystyle \varepsilon _{\alpha \beta }={\frac {1}{2}}(u_{\alpha ,\beta }^{0}+u_{\beta ,\alpha }^{0})-x_{3}\omega _{,\alpha \beta }^{0}}
{\displaystyle \varepsilon _{\alpha 3}=-\omega _{,\alpha }^{0}+\omega _{,\alpha }^{0}=0}
{\displaystyle \varepsilon _{33}=0}
Тому існує єдина ненульова деформація в площині спрямування.

### Рівняння рівноваги
Рівняння рівноваги для пластини можуть бути отримані з принципу віртуальної роботи. Для тонкої пластини під квазістатичним поперечним навантаженням {\displaystyle q(x)} у напрямку {\displaystyle x_{3}} ці рівняння мають вигляд:
{\displaystyle {\begin{aligned}&{\cfrac {\partial N_{11}}{\partial x_{1}}}+{\cfrac {\partial N_{21}}{\partial x_{2}}}=0\\&{\cfrac {\partial N_{12}}{\partial x_{1}}}+{\cfrac {\partial N_{22}}{\partial x_{2}}}=0\\&{\cfrac {\partial ^{2}M_{11}}{\partial x_{1}^{2}}}+2{\cfrac {\partial ^{2}M_{12}}{\partial x_{1}\partial x_{2}}}+{\cfrac {\partial ^{2}M_{22}}{\partial x_{2}^{2}}}=q\end{aligned}}}
де {\displaystyle 2h} - товщина пластини. В індексному представленні,
{\displaystyle N_{\alpha \beta ,\alpha }=0\;\;\;\;\;\;\;N_{\alpha \beta }:=\int _{-h}^{h}\sigma _{\alpha \beta }dx_{3}}
{\displaystyle M_{\alpha \beta ,\alpha \beta }-q=0\;\;\;\;\;\;\;M_{\alpha \beta }:=\int _{-h}^{h}x_{3}\sigma _{\alpha \beta }dx_{3}}
де {\displaystyle \sigma _{\alpha \beta }} - напруження.
|  |  |

| Виведення рівнянь рівноваги при малих поворотах |
| --- |
| Для ситуації, коли напруження і повороти пластини є незначними, внутрішня енергія становить: {\displaystyle {\begin{aligned}\delta U&=\int _{\Omega ^{0}}\int _{-h}^{h}{\boldsymbol {\sigma }}:\delta {\boldsymbol {\epsilon }}~dx_{3}~d\Omega =\int _{\Omega ^{0}}\int _{-h}^{h}\sigma _{\alpha \beta }~\delta \varepsilon _{\alpha \beta }~dx_{3}~d\Omega \\&=\int _{\Omega ^{0}}\int _{-h}^{h}\left[{\frac {1}{2}}~\sigma _{\alpha \beta }~(\delta u_{\alpha ,\beta }^{0}+\delta u_{\beta ,\alpha }^{0})-x_{3}~\sigma _{\alpha \beta }~\delta w_{,\alpha \beta }^{0}\right]~dx_{3}~d\Omega \\&=\int _{\Omega ^{0}}\left[{\frac {1}{2}}~N_{\alpha \beta }~(\delta u_{\alpha ,\beta }^{0}+\delta u_{\beta ,\alpha }^{0})-M_{\alpha \beta }~\delta w_{,\alpha \beta }^{0}\right]~d\Omega \end{aligned}}} де товщина пластини - {\displaystyle 2h} напруженість і момент напруженості визначені: {\displaystyle N_{\alpha \beta }:=\int _{-h}^{h}\sigma _{\alpha \beta }~dx_{3}~;~~M_{\alpha \beta }:=\int _{-h}^{h}x_{3}~\sigma _{\alpha \beta }~dx_{3}} Інтегруємо частинами і отримуємо: {\displaystyle {\begin{aligned}\delta U&=\int _{\Omega ^{0}}\left[-{\frac {1}{2}}~(N_{\alpha \beta ,\beta }~\delta u_{\alpha }^{0}+N_{\alpha \beta ,\alpha }~\delta u_{\beta }^{0})+M_{\alpha \beta ,\beta }~\delta w_{,\alpha }^{0}\right]~d\Omega \\&+\int _{\Gamma ^{0}}\left[{\frac {1}{2}}~(n_{\beta }~N_{\alpha \beta }~\delta u_{\alpha }^{0}+n_{\alpha }~N_{\alpha \beta }~\delta u_{\beta }^{0})-n_{\beta }~M_{\alpha \beta }~\delta w_{,\alpha }^{0}\right]~d\Gamma \end{aligned}}} Симетричність тензору напруженості показує, що {\displaystyle N_{\alpha \beta }=N_{\beta \alpha }}. Отже {\displaystyle \delta U=\int _{\Omega ^{0}}\left[-N_{\alpha \beta ,\alpha }~\delta u_{\beta }^{0}+M_{\alpha \beta ,\beta }~\delta w_{,\alpha }^{0}\right]~d\Omega +\int _{\Gamma ^{0}}\left[n_{\alpha }~N_{\alpha \beta }~\delta u_{\beta }^{0}-n_{\beta }~M_{\alpha \beta }~\delta w_{,\alpha }^{0}\right]~d\Gamma } Ще одне інтегрування частинами дає: {\displaystyle \delta U=\int _{\Omega ^{0}}\left[-N_{\alpha \beta ,\alpha }~\delta u_{\beta }^{0}-M_{\alpha \beta ,\beta \alpha }~\delta w^{0}\right]~d\Omega +\int _{\Gamma ^{0}}\left[n_{\alpha }~N_{\alpha \beta }~\delta u_{\beta }^{0}+n_{\alpha }~M_{\alpha \beta ,\beta }~\delta w^{0}-n_{\beta }~M_{\alpha \beta }~\delta w_{,\alpha }^{0}\right]~d\Gamma } У випадку, коли немає зовнішніх сил, принцип можливих переміщень говорить, що {\displaystyle \delta U=0}. Рівняння рівноваги для пластини задане як: {\displaystyle {\begin{aligned}N_{\alpha \beta ,\alpha }&=0\\M_{\alpha \beta ,\alpha \beta }&=0\end{aligned}}} |

### Граничні умови
Граничні умови, які необхідні для розв'язування рівнянь рівноваги теорії пластин можуть бути отримані з граничних умов в принципі можливих переміщень. У відсутності зовнішніх сил на границі, граничні умови
{\displaystyle {\begin{aligned}n_{\alpha }~N_{\alpha \beta }&\quad \mathrm {or} \quad u_{\beta }^{0}\\n_{\alpha }~M_{\alpha \beta ,\beta }&\quad \mathrm {or} \quad w^{0}\\n_{\beta }~M_{\alpha \beta }&\quad \mathrm {or} \quad w_{,\alpha }^{0}\end{aligned}}}

### Основні співвідношення
Співвідношення деформації у випадку лінійної пружньої пластини задані як:
{\displaystyle {\begin{aligned}\sigma _{\alpha \beta }&=C_{\alpha \beta \gamma \theta }~\varepsilon _{\gamma \theta }\\\sigma _{\alpha 3}&=C_{\alpha 3\gamma \theta }~\varepsilon _{\gamma \theta }\\\sigma _{33}&=C_{33\gamma \theta }~\varepsilon _{\gamma \theta }\end{aligned}}}
Оскільки {\displaystyle \sigma _{\alpha 3}} і {\displaystyle \sigma _{33}} не використовуються в рівнянні рівноваги то передбачається, що ці величини не мають ніякого впливу на динаміку балансу та не враховуються. Решта співвідношень деформації можна записати у матричній формі
{\displaystyle {\begin{bmatrix}\sigma _{11}\\\sigma _{22}\\\sigma _{12}\end{bmatrix}}={\begin{bmatrix}C_{11}&C_{12}&C_{13}\\C_{12}&C_{22}&C_{23}\\C_{13}&C_{23}&C_{33}\end{bmatrix}}{\begin{bmatrix}\varepsilon _{11}\\\varepsilon _{22}\\\varepsilon _{12}\end{bmatrix}}}
Потім,
{\displaystyle {\begin{bmatrix}N_{11}\\N_{22}\\N_{12}\end{bmatrix}}=\int _{-h}^{h}{\begin{bmatrix}C_{11}&C_{12}&C_{13}\\C_{12}&C_{22}&C_{23}\\C_{13}&C_{23}&C_{33}\end{bmatrix}}{\begin{bmatrix}\varepsilon _{11}\\\varepsilon _{22}\\\varepsilon _{12}\end{bmatrix}}dx_{3}=\left\{\int _{-h}^{h}{\begin{bmatrix}C_{11}&C_{12}&C_{13}\\C_{12}&C_{22}&C_{23}\\C_{13}&C_{23}&C_{33}\end{bmatrix}}~dx_{3}\right\}{\begin{bmatrix}u_{1,1}^{0}\\u_{2,2}^{0}\\{\frac {1}{2}}~(u_{1,2}^{0}+u_{2,1}^{0})\end{bmatrix}}}
і
{\displaystyle {\begin{bmatrix}M_{11}\\M_{22}\\M_{12}\end{bmatrix}}=\int _{-h}^{h}x_{3}~{\begin{bmatrix}C_{11}&C_{12}&C_{13}\\C_{12}&C_{22}&C_{23}\\C_{13}&C_{23}&C_{33}\end{bmatrix}}{\begin{bmatrix}\varepsilon _{11}\\\varepsilon _{22}\\\varepsilon _{12}\end{bmatrix}}dx_{3}=-\left\{\int _{-h}^{h}x_{3}^{2}~{\begin{bmatrix}C_{11}&C_{12}&C_{13}\\C_{12}&C_{22}&C_{23}\\C_{13}&C_{23}&C_{33}\end{bmatrix}}~dx_{3}\right\}{\begin{bmatrix}w_{,11}^{0}\\w_{,22}^{0}\\w_{,12}^{0}\end{bmatrix}}}
Поздовжня жорсткість є рівною
{\displaystyle A_{\alpha \beta }:=\int _{-h}^{h}C_{\alpha \beta }dx_{3}}
Жорсткість на згині задана величиною
{\displaystyle }{\displaystyle D_{\alpha \beta }:=\int _{-h}^{h}x_{3}^{2}C_{\alpha \beta }dx_{3}}
Згідно з припущень Кірхгофа-Лява сили зсуву не діють. Як результат, рівняння рівноваги використовуються для визначення сил зсуву в тонких пластинах Кірхгофа-Лява. Для ізотропних пластин рівняння виглядають
{\displaystyle Q_{\alpha }=-D{\frac {\partial }{\partial x_{\alpha }}}(\nabla ^{2}\omega ^{0})}
Крім того, ці сили зсуву можуть бути виражені як 
{\displaystyle Q_{\alpha }=M_{,\alpha }}
де
{\displaystyle M=-D\nabla ^{2}\omega ^{0}}

### Малі деформації і незначні повороти
Якщо повороти нормалі до поверхні знаходяться в діапазоні від 10{\displaystyle ^{\circ }} до 15{\displaystyle ^{\circ }},
{\displaystyle \varepsilon _{\alpha \beta }={\frac {1}{2}}(u_{\alpha ,\beta }+u_{\beta ,\alpha }+u_{3,\alpha }u_{3,\beta })}
{\displaystyle \varepsilon _{\alpha 3}={\frac {1}{2}}(u_{\alpha ,3}+u_{3,\alpha })}
{\displaystyle \varepsilon _{33}=u_{3,3}}
За допомогою кінематичних припущень Кірхгофа-Лява отримуємо класичну теорію пластин Кармана
{\displaystyle {\begin{aligned}\varepsilon _{\alpha \beta }&={\frac {1}{2}}(u_{\alpha ,\beta }^{0}+u_{\beta ,\alpha }^{0}+w_{,\alpha }^{0}~w_{,\beta }^{0})-x_{3}~w_{,\alpha \beta }^{0}\\\varepsilon _{\alpha 3}&=-w_{,\alpha }^{0}+w_{,\alpha }^{0}=0\\\varepsilon _{33}&=0\end{aligned}}}
Ця теорія є нелінійною через квадратичні співвідношення між деформаціями і переміщеннями.
Якщо співвідношення між деформаціями і переміщеннями взяти за Карманом, то рівняння рівноваги може бути виражена як
{\displaystyle {\begin{aligned}N_{\alpha \beta ,\alpha }&=0\\M_{\alpha \beta ,\alpha \beta }+[N_{\alpha \beta }~w_{,\beta }^{0}]_{,\alpha }-q&=0\end{aligned}}}